# Vereinsgewehr 1857
El Vereinsgewehr 1857 (Fusil de la unión Modelo 1857, en alemán) fue un fusil de avancarga desarrollado en conjunto por los estados germánicos Baden, Hesse y Württemberg para equipar a las tropas del 8.º cuerpo de su Bundesarmee, como sucesor del Mosquete Modelo 1777 corrigé. Este fusil de infantería de línea, fue adoptado por estos tres estados germánicos, cuya fabricación sólo difería en los ajustes de las alzas. Por otra parte, cada estado desarrolló independientemente pistolas y carabinas para la caballería, además de fusiles de precisión para los Jäger (cazadores), todas en base al Vereinsgewehr.
El fusil presentaba un mecanismo de llave de percusión de fabricación suiza.

## Variantes de Hesse y Baden-Württemberg
Los fusiles provenientes de Hesse, por una parte y los de Baden/Würtemberg por otra, pueden ser distinguidos por sus alzas.
Los Vereinsgewehr de Baden-Württemberg y los fusiles de Jäger de Hesse utilizaban un alza con una graduación de distancia entre 180 y 910 m, grabada en la parte inferior de la misma, que fue diseñada por el 1.º lugarteniente Breithaupt.
Hesse, en cambio utilizó un alza de cuadrante con la graduación de distancia en la parte superior, la cual permitía ajustar el fusil a una distancia máxima de tiro de 1.100 m. Dicha alza fue comisionada por el coronel Müller del arsenal de Darmstadt.

## Literatura
- Hans-Dieter Götz: Militärgewehre und Pistolen der deutschen Staaten 1800-1870, 2.ª edición, Stuttgart, 1996, ISBN 3-87943-533-2 (en alemán)

- Datos: Q2515179
- Multimedia: Vereinsgewehr 1857 / Q2515179